# Paracerceis cohenae
Paracerceis cohenae är en kräftdjursart som beskrevs av Brian Frederick Kensley1984. Paracerceis cohenae ingår i släktet Paracerceis och familjen klotkräftor. Inga underarter finns listade i Catalogue of Life.